# Istanbul Cup 2019
L'Istanbul Cup 2019, anche conosciuto come TEB BNP Paribas İstanbul Cup per motivi di sponsorizzazione, è stato un torneo di tennis giocato sulla Terra rossa. È stata la 12ª edizione dell'Istanbul Cup, che fa parte della categoria International nell'ambito del WTA Tour 2019. Si è giocato alla Koza World of Sports di Istanbul, in Turchia, dal 22 al 28 aprile 2019.

## Partecipanti

### Teste di serie
| Nazionalità | Giocatrice           | Ranking* | Testa di serie |
| ----------- | -------------------- | -------- | -------------- |
| Spagna      | Carla Suárez Navarro | 27       | 1              |
| Romania     | Mihaela Buzărnescu   | 30       | 2              |
| Italia      | Camila Giorgi        | 31       | 3              |
| Ucraina     | Dajana Jastrems'ka   | 37       | 4              |
| Australia   | Ajla Tomljanović     | 39       | 5              |
| Croazia     | Petra Martić         | 40       | 6              |
| Rep. Ceca   | Kateřina Siniaková   | 41       | 7              |
| Grecia      | Maria Sakkarī        | 44       | 8              |
| Slovacchia  | Viktória Kužmová     | 45       | 9              |

* Ranking al 15 aprile 2019.

### Altre partecipanti
Le seguenti giocatrici hanno ricevuto una wild card per il tabellone principale:
- Çağla Büyükakçay
- Svetlana Kuznecova
- Pemra Özgen

Le seguenti giocatrici sono passate dalle qualificazioni:

- Irina Maria Bara
- Ana Bogdan
- Ivana Jorović
- Kateryna Kozlova
- Veronika Kudermetova
- Elena Rybakina

Le seguenti giocatrici sono entrate in tabellone come lucky loser:
- Tímea Babos
- Julia Glushko

### Ritiri
Prima del torneo
- Irina-Camelia Begu → sostituita da  Tímea Babos
- Camila Giorgi → sostituita da  Julia Glushko
- Ons Jabeur → sostituita da  Margarita Gasparjan
- Tatjana Maria → sostituita da  Lara Arruabarrena
- Anna Karolína Schmiedlová → sostituita da  Johanna Larsson

Durante il torneo
- Kirsten Flipkens
- Margarita Gasparjan
- Anastasija Potapova

## Punti
| Evento    | V   | F   | SF  | QF | 2T   | 1T | Q    | Q2   | Q1   |
| Singolare | 280 | 180 | 110 | 60 | 30   | 1  | 18   | 12   | 1    |
| Doppio    | 280 | 180 | 110 | 60 | N.D. | 1  | N.D. | N.D. | N.D. |

## Montepremi
| Evento    | V       | F       | SF      | QF     | 2T     | 1T     | Q    | Q2     | Q1   |
| Singolare | $43,000 | $21,400 | $11,500 | $6,175 | $3,400 | $2,100 | N.D. | $1,020 | $600 |
| Doppio    | $12,300 | $6,400  | $3,435  | $1,820 | N.D.   | $960   | N.D. | N.D.   | N.D. |

## Campionesse

### Singolare
Petra Martić ha sconfitto in finale  Markéta Vondroušová con il punteggio di 1-6, 6-4, 6-1.
- È il primo titolo in carriera per Martić.

### Doppio
Tímea Babos /  Kristina Mladenovic hanno sconfitto in finale  Alexa Guarachi /  Sabrina Santamaria con il punteggio di 6-1, 6-0.